# Корд (герб)
Корд (пол. Kord) — польский дворянский герб в Российской империи.

## Описание
В червлёном поле посередине щита меч остриём вверх обращённый между двумя золотыми кавалерскими крестами.
На щите дворянский коронованный шлем. Нашлемник: три страусовых пера.

## Герб используют
- Йозеф Мровинский, г. Корд, майор 4-го пехотного полка, 6 (18) сентября 1821 года жалован дипломом на потомственное дворянское достоинство Царства Польского (Дневник законов Царства Польского, т. XII, стр. 17 — 20, опубликовано в 1827 году).
  - Константин Иосифович Мровинский (Осипович; 1828/29 — 1917/23) — военный инженер, генерал-майор, участник обороны Петропавловска. Последние годы прожил в Санкт-Петербург у сына Александра[1]
    - Евгения Мравина (Евгения Константиновна Мравинская; 1864—1914) — русская оперная певица (лирико-колоратурное сопрано), солистка Мариинского театра
    - Александр Константинович (1859—1918) — выпускник Императорского училища правоведения, состоял членом консультации при Министерстве юстиции, окружной юрисконсульт военно-окружного совета Петроградского военного округа, тайный советник.
      - Евгений Александрович Мравинский (1903—1988) — советский дирижёр, Народный артист СССР